# 茨城一家殺傷事件
茨城一家殺傷事件（いばらきいっかさっしょうじけん）は、2019年（令和元年）9月23日未明に茨城県猿島郡境町若林の民家で、一家4人が殺傷された殺人・殺人未遂事件。

## 事件概要

### 事件発生
被害者一家は男性A（当時48歳）とその妻B（同50歳）、大学3年生の長女C（当時21歳）、中学1年生の長男D（当時13歳）、小学6年生の次女E（当時11歳）の5人家族だった。
2019年9月23日0時40分ごろ、本事件の被害者一家の母親Bから「助けて」という通報があり、15分後に境警察署員が現場に駆けつけると犯人の姿はなく、一家の父親Aと母親Bが遺体で発見された。就寝中に襲われた2人は顔や首などを約10箇所以上刺されており肺に達するほどの傷もあった。2階の子ども部屋で寝ていた夫婦の長男Dは腕などを切られ重傷を負い、次女Eは催涙スプレーのようなものを噴射されて軽傷を負った。1階の自室にいた長女Cは無傷であった。茨城県警察は本事件を殺人事件と断定し、境署に捜査本部を設置して捜査していた。
金品を物色した形跡はなく、周囲を木々に囲まれ、一見住宅があるようには見えない被害者宅の立地から当初、捜査本部は、金銭目的より一家に強い恨みを持ち、周辺現場に土地勘がある犯人像を有力視し、夫婦の人間関係を調べていた。しかし事件から2か月が経過しても夫婦のトラブルの情報はなく、捜査は難航していた。重軽傷を負った長男Dと次女Eは「帽子とマスクの男に襲われた。犯人は1人だった」と証言し、近隣住民からも「事件前にマスクをした不審者を被害者宅で見た」という目撃証言が寄せられてはいたが、犯人特定の決め手とはならなかった。地元の防犯協会などが100万円の懸賞金を出し、事件発生から1年を前に情報提供を呼びかけるポスターなど作成し、公開したが、被疑者Oの逮捕までに1年8か月を要した。

### 逮捕
2021年（令和3年）5月7日、埼玉県三郷市鷹野四丁目在住の男O（当時26歳）が、本事件の被疑者として、夫妻への殺人容疑で茨城県警に逮捕された。
事件後の捜査で、Oが催涙スプレーを事件前に購入していたことや、現場付近を訪れていたことが判明。県警は関係者からの事情聴取や、現場の鑑識・押収品の鑑定解析などにより、Oを逮捕するに至った。

### 起訴
その後、Oは殺人容疑を否認し、後に黙秘に転じたが、同月29日に長男Dへの殺人未遂容疑と、次女Eに対する傷害容疑で、茨城県警捜査本部に再逮捕され、同年6月7日から鑑定留置された（9月6日まで）。
鑑定留置の結果、水戸地検はOについて「刑事責任を問える」と判断し、勾留期限を迎えた同年9月17日、殺人・殺人未遂・傷害・住居侵入の罪で、Oを水戸地方裁判所へ起訴した。

## 事件以前

### 事件の背景

#### 連続通り魔事件
本事件の被疑者Oは、16歳だった2011年（平成23年）11月18日に、埼玉県三郷市内で下校中の中学3年生の女子生徒に背後から包丁であごを刺し、その約2週間後の同年12月1日には千葉県松戸市内で小学2年生の女児のわき腹を複数回刺していずれも重傷を負わせた連続通り魔事件を起こした犯人であり、同月12月5日に銃砲刀剣類所持等取締法違反で現行犯逮捕された。このほかにも、Oは三郷市で車などに放火したり、猫を殺したりする事件も起こしていた。Oは犯行後、自宅で血のついた刃物を眺め満足感を得ていたことや「女性を襲うことに性的興奮を感じていた」「当初は殺害し、首を持ち帰ろうと思った」という発言を繰り返していたことが検察の冒頭陳述で明らかになった。
Oはその後、2012年2月1日から同年5月21日まで鑑定留置され、同年5月26日に殺人未遂などの容疑でさいたま家庭裁判所へ送致された。その後、Oは同年7月18日にさいたま家裁から逆送致決定を下され、同月27日にはさいたま地方検察庁により、殺人未遂などの罪で起訴された。一方、同年6月5日にはさいたま区検察庁が、息子Oに刃物を持たせたとして、Oの父親（当時47歳）を埼玉県青少年健全育成条例違反の罪で略式起訴し、さいたま簡裁は同日、Oの父親に罰金30万円の略式命令を下している。

#### 医療少年院送致
同事件で、被告人Oは動物の愛護及び管理に関する法律違反・器物損壊罪・殺人未遂罪・銃刀法違反・非現住建造物等放火の罪に問われた。Oは広汎性発達障害（対人関係がうまく築けず、興味や関心が偏る特性がある）と診断され、さいたま地方裁判所における刑事裁判の公判（裁判員裁判）では、刑事責任能力の有無が争われた。
2013年（平成25年）3月5日の公判で、検察官は「Oは年少者を相手に連続して殺人未遂を起こしており、被害感情や社会不安などに照らし、保護処分は許容されない。少女への関心や殺人への衝動は未だ収まっておらず、再犯の可能性が高い」として、懲役5年以上10年以下の不定期刑を求刑。一方、弁護人は「少年の両親が刃物を買い与えたり、残虐な動画を見ることを制限しなかったりしたことなど、様々な要因が重なって起きた事件だ。少年は必要な教育を受けておらず、医療少年院での治療的教育が必要」として、医療少年院に入院させるため、保護処分にするよう求めた。
2013年3月12日に開かれた公判で、さいたま地裁第1刑事部（田村眞裁判長）は刑事処分ではなく、Oをさいたま家裁へ送致する決定を出した。さいたま地裁は、犯行を「強い殺意に基づく凶悪で、計画的に行われた通り魔的な犯行だ」と非難し、「現状のままでは再犯する可能性が高い」と指摘。しかしその一方で、広汎性発達障害という生まれつきの資質や、両親の育成環境が動機に直結したことを挙げ、「Oに不利に扱うのは相当ではない。個別的治療や矯正教育を施すことが再犯防止のための最良手段だ」として、刑事処分を退け、「医療少年院に長期間収容し、保護観察所に両親の監護態度を改善させるのが最良であり再犯防止の手段である」と判断した。決定文を朗読後、田村裁判長は被告人Oに対し、「罰を受けずに済んだわけではありません。君は変わる必要があります。変わらなければいけません」「被害者が厳しい処分を求める感情も無理からぬこと。その上で医療少年院に入れるとしたのは君に社会に害を及ぼさないような人に変わってもらいたいからだ。社会に受け入れられる人間になって戻ってくることを願っています」と説諭した。同決定を踏まえ、さいたま家裁（山崎雄大裁判官）は同月21日に、Oを23歳になるまでの相当長期間にわたり、医療少年院に収容することを決定している。
同決定に対し、被告人Oの弁護人を務めた弁護士の柴野和善は、「少年 (O) にとっては一番いい決定で、少年が受け入れてくれることを期待する。裁判員は被害者の言葉の重みや少年の将来を十分に考えてくれた。ありがとうと言いたい」と、さいたま地検の森悦子次席検事は「被告人が障害をもつ少年という特異な審理に取り組み、熟慮を重ねた末の判断であると受け止めている」と述べていた。
その後、2015年（平成27年）には同事件の被害者である女性とその両親が、加害者Oとその両親を提訴。原告側が「Oの両親は、Oが暴力系サイトを閲覧することを制限したり、Oが保管していた凶器数十点（ナイフなど）を取り上げたりなど、適切な監督義務を怠った」と訴え、慰謝料など約2,700万円の支払いを求めていたところ、同年7月3日には、さいたま地裁（針塚遵裁判長）が被告である両親の監督責任を認め、被告（Oとその両親）に対し、計約1,900万円の損害賠償を命じる判決を言い渡している。
その後、Oは2018年に医療少年院を満期出所し、同年夏からは精神障害者向けのグループホームに入所したが、1年未満で実家（三郷市）に戻った。

#### 前科
Oは2020年（令和2年）11月20日に埼玉県三郷市の自宅に硫黄約45 kgを貯蔵し、危険物の取り扱いに関する基準に反したとして、埼玉県警・茨城県警に三郷市火災予防条例違反の疑いで逮捕され、同年12月にはさいたま地検によって起訴されていた。またOは2021年2月に警察手帳を偽造したとして、茨城県警に公記号偽造容疑で逮捕され、同年3月に水戸地方検察庁から起訴されていた。しかし、この違反行為は通常、身柄を拘束されるほどの事案ではなく、本事件を余罪として追及するための「別件逮捕」であるという見方が強いとされていた。

## 風評被害
Oの逮捕後、彼と同姓である三郷市議会議員や、同姓の人物が経営する建材会社が、SNSやトレンドブログで「Oの親族」というデマを拡散されたり、誹謗中傷を受けたりしている旨が報じられている。このような風評被害について、両者は2021年5月10日付で「被疑者Oは我々の親族ではない。現在、SNSなどで拡散している事実無根の内容は弁護士による法的手段を取っており、脅迫電話なども警察に相談している」という声明文を発表している。

## 他事件との共通点
篠田博之（月刊『創』編集長）は、本事件の被疑者Oが中高生時代から動物虐待をしていたことなどについて、神戸連続児童殺傷事件（1997年発生）の加害者少年との類似性を指摘している。